# Svenska Sångarförbundet i Amerika
Svenska sångarförbundet i Amerika var en riksorganisation som organiserar körer i USA.

## Historik
Svenska sångarförbundet i Amerika bildades 1892 och utgör en sammanslutning av de många från och med 1867 efter hand uppkomna sångföreningarna bland svenskarna
i USA. Förbundet kom till stånd genom en utbrytning ur det 1886 bildade Skandinaviska sångarförbundet (av svenska, norska och danska föreningar), vilket höll gemensamma sångarfester i Philadelphia 1887, Chicago 1889 och Minneapolis 1891, men sprängdes genom inre slitningar mellan norrmän och svenskar. Det svenska förbundet höll sedan egna sångarfester 1893 i Chicago (med svenska operaartisterna Carolina Östberg, Carl Fredrik Lundqvist och Konrad Behrend Behrens som solister) och 1897 i New York, 1901 i Jamestown, 1905 i Chicago, 1910 i New York, 1914 i Minneapolis; elitkörer därur har 1897 och 1910 företagit lyckade sångarfärder i Sverige. Förbundet
har efter 1897 varit delat i 2 kretsar, varav en omfattar de östra och en de västra staterna. Kretsarna hålla sångarfester dels var för sig, dels vart fjärde år gemensamt. Medlemsantalet utgör sammanlagt 1200–1300 personer. Förste dirigenter har 1893–1914 varit John Örtengren och Arvid Åkerlind, därefter Hjalmar Nilsson. Förbundets organ är Musiktidning för Amerikas svenskar, utgiven i Minneapolis sedan 1906. Ett fristående dotterförbund finns i västkuststaterna.

## Förste dirigenter
- 1893–1914: John Örtengren.[1]
- 1893–1914: Arvid Åkerlind[1]
- 1914: Hjalmar Nilsson[1]

## Sångarfester
- 1893: Chicago.[1]
- 1897: New York.[1]
- 1901: Jamestown.[1]
- 1905: Chicago.[1]
- 1910: New York.[1]
- 1914: Minneapolis.[1]